# Chinácota
Chinácota es un municipio colombiano ubicado en el departamento de Norte de Santander.
Su temperatura media es 22 grados Celsius, su altitud va desde los 600 a los 3200 m s. n. m. y su población es de 18.858 habitantes, de los cuales 12.131 residen en la cabecera municipal y 6725 residen en el área rural.
Dista 40 kilómetros de Cúcuta, capital del departamento, y 521 kilómetros de Bogotá, capital de Colombia.
Es el municipio más turístico de Norte de Santander, lo cual es denominado La casita bonita de Norte de Santander. 

## División Político-Administrativa
Además de su Cabecera municipal. Chinácota tiene bajo su jurisdicción los siguientes Centros poblados:
- El Nuevo Diamante
- La Nueva Don Juana
- Recta Los Álamos

#### Veredas
En el municipio de Chinácota hay 23 veredas: Chitacomar, Guayabal, Cuellar, Cineral, La Colorada, Pantano, El Asilo, Honda Norte, Manzanares, Iscalá Centro, Caney, Iscalá Sur, Tenería, Iscalá Norte, Paramito, Urengue Rujas, Urengue Blonay, Curazao, Lobatica, San Pedro, Orozco, Menzulli, Palocolorado.

## Historia

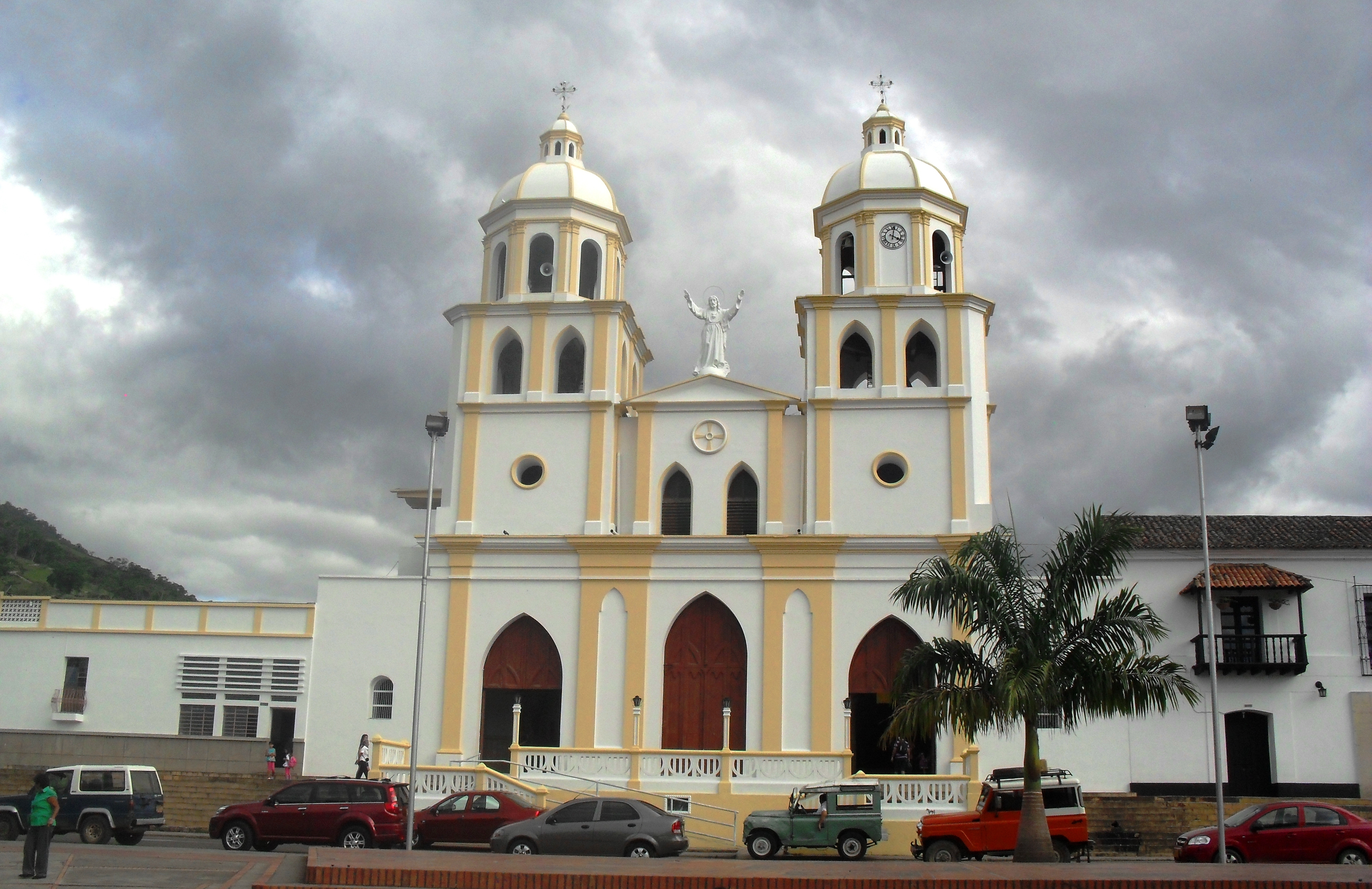
Iglesia de San Juan Bautista de Chinácota.

Chinácota surge de la evolución de un asentamiento que se presume mantiene su origen en los nativos que habitaron la región. Chinácota empieza a ser nombrado a partir de la muerte del conquistador alemán Ambrosio Alfinger en mayo de 1533.
La fundación del municipio se remonta históricamente al 22 de junio de 1586 ya que se realizó la descripción y poblamiento de los indios de Chinácota por el Capitán Alonso de Montalvo, quien hizo comparecer ante sí a Juan Ramírez de Andrada, encomendero, al Padre Fray Miguel de Victoria, cura doctrinero de todo el valle del río Pamplona, a Diego Caypaquema, cacique del pueblo de Chinácota, para darles “traza para hacer las calles y plaza y todo lo demás que fuere necesario para el dicho pueblo”. Y les ordenó a través del “lengua” o intérprete que se construyera su capilla doctrinera, hicieron sus bohíos y se asentaran y vivieran en él, y del mismo modo ordenó al padre Miguel de Victoria que debía darles la doctrina y al encomendero que debía pagar los estipendios del cura doctrinero como ornamento y alhajas de la capilla doctrinera (AGN, Colonia: Poblaciones SC 46).
Dadas las descripciones anteriores, Chinácota surge de un proceso evolutivo de las comunidades indígenas que habitaron la zona y que con posterioridad fueron dando origen al actual municipio. El territorio que conforma la jurisdicción del municipio, se presume estaba habitado en el siglo XVI por una rama de la familia Chitarera en cabeza del Cacique Chinaquillo, de la cual no existe referencia documental; el municipio fue paso obligado en cinco ocasiones por parte del Libertador Simón Bolívar; 
En el año 1902, en una casa ubicada en Avenida Carrera 4 n.º 5 - 42, en el barrio El Centro de la actual nomenclatura urbana, se firmó el Tratado de Chinácota para la finalización de la guerra de los Mil Días. La hacienda Iscala fue residencia del presidente Ramón González Valencia. Chinácota fue erigido en Municipio entre 1839 y 1840.

## Geografía
El territorio municipal se encuentra ubicado en el valle que forma al bifurcarse poco antes de Pamplona, la Cordillera Oriental, a 7°37′ latitud norte y 72°36′ longitud oeste del meridiano de Greenwich. El municipio de Chinácota pertenece a la región suroriental del departamento Norte de Santander.

### Límites
- Norte: Bochalema y Los Patios.
- Sur: Pamplonita y Toledo.
- Oriente: Herrán y Ragonvalia.
- Occidente: Bochalema y Pamplonita.

## Ecología

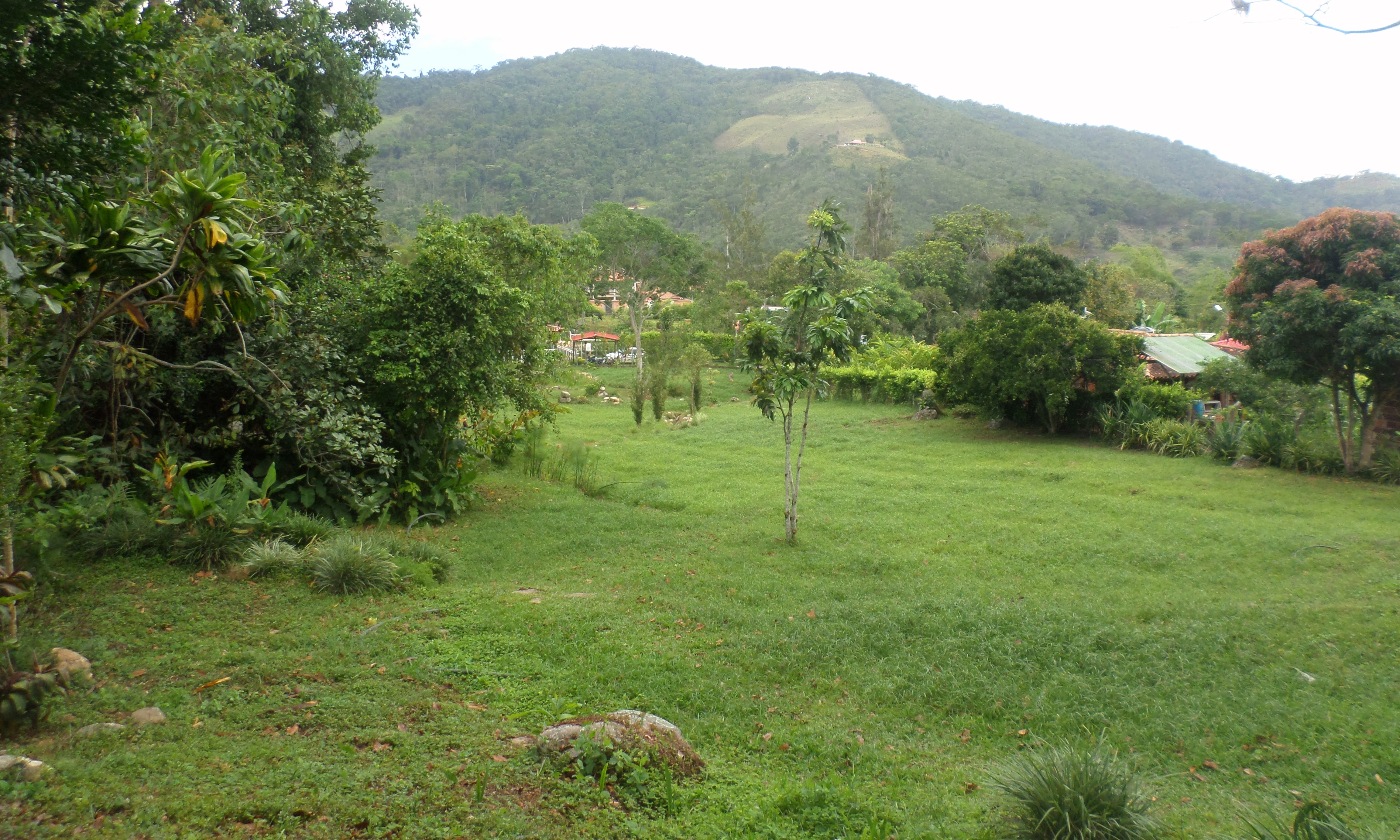
Paisaje rural de Chinácota.

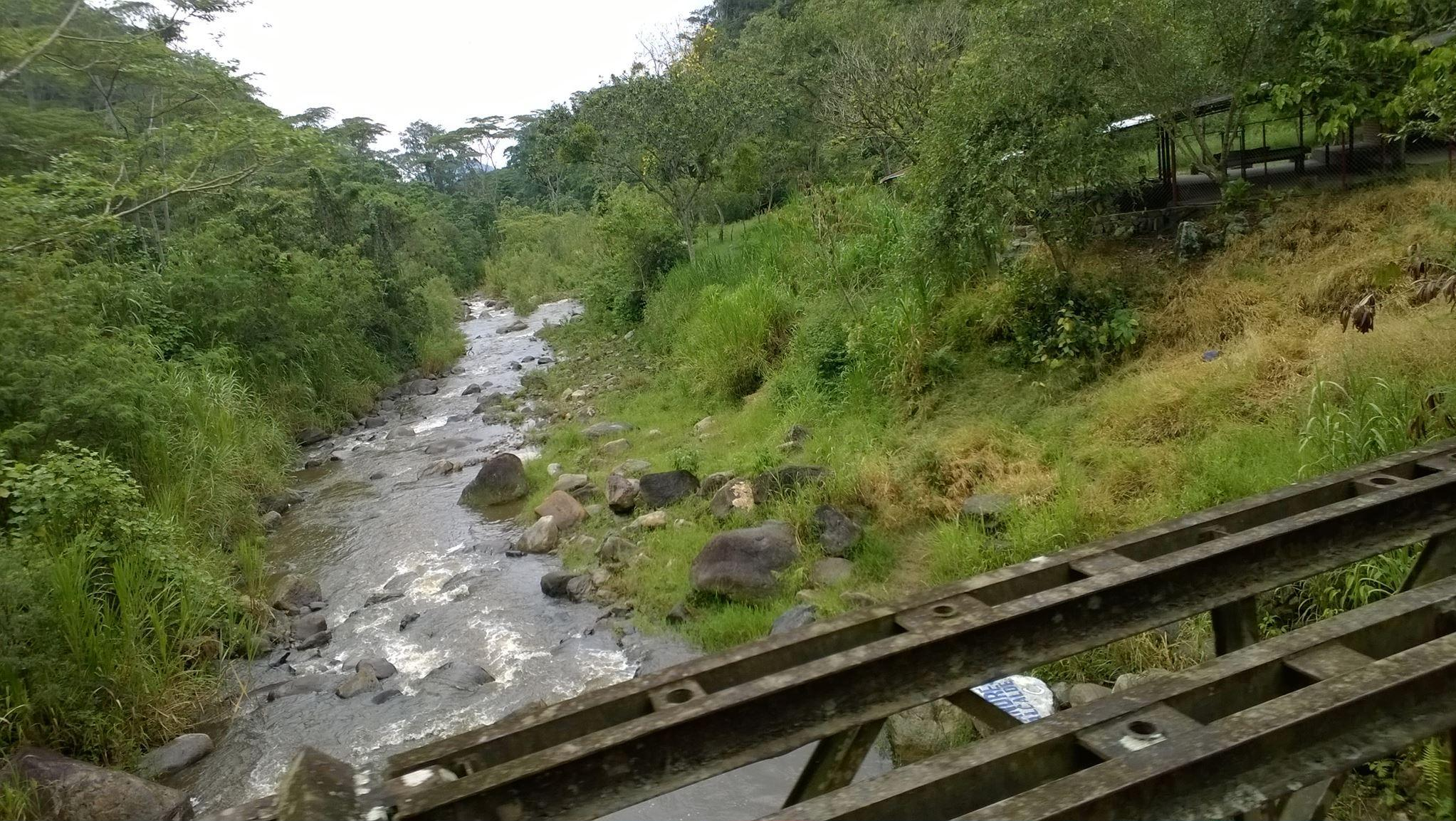
Quebrada Iscalá.

Áreas forestales protector y bosques naturales, corresponde a las áreas con una extensión de 3111,73 con un 18,68%, donde se debe conservar constantemente los bosques naturales artificiales con el fin de proteger los recursos naturales renovables que se ubican en su gran mayoría en el margen derecho del municipio (franja límite con los Municipios de Herrán y Ragonvalia). Otras áreas se encuentran en las veredas Paramitos, La Colorada, Cuellar, Lobatita, Curazao El Caney, Honda Norte y Nueva Don Juana.
Áreas forestales protectoras – productoras, son áreas que deben ser conservadas permanentemente con bosque natural o plantado para proteger los recursos naturales renovables. Además, puede ser objeto de actividades de producción sujetas al mantenimiento del efecto protector.
Tiene una extensión de 4042,66 ha, que representa un 24,27% del área total del territorio municipal, y se encuentran ubicadas en su gran mayoría en una franja que se extiende de norte a sur hacia el Oeste del Municipio comprendiendo así las veredas de La Don Juana, Honda Norte, Lobatita, Pantanos (sobre las nacientes de la Microcuenca Pantanos), Paramito (sobre las microcuencas Paramito, La Colorada), Urengue Blonay (sobre las Microcuencas Urengue Blonay y la Chorrerota), Iscalá Sur (paralelo a la microcuenca El Baúl y entre las microcuencas Llano Largo y La Islavita), Iscalá Centro (sobre la Loma Gavilán y sobre las nacientes de las Microcuencas La Tigra y La Gonzalera), Cineral (sobre la Cuchilla del Cerro La Vieja).Fotografía: Zonas productoras de R. Hídrico.
Formas especiales de vegetación. Son aquellas áreas que por sus condiciones ambientales como la altura, Temperaturas, Precipitaciones que favorecen la formación de vegetación con características únicas que las diferencian de las demás especies vegetales como la formación de bosques de niebla y páramos. Por lo anterior se destaca que el municipio de Chinácota presenta un área de 105,54 ha, lo que representa el 0,64 % del total del territorio, ubicado hacia el extremo sur de la vereda Iscalá Sur.

## Economía

### Sector agropecuario

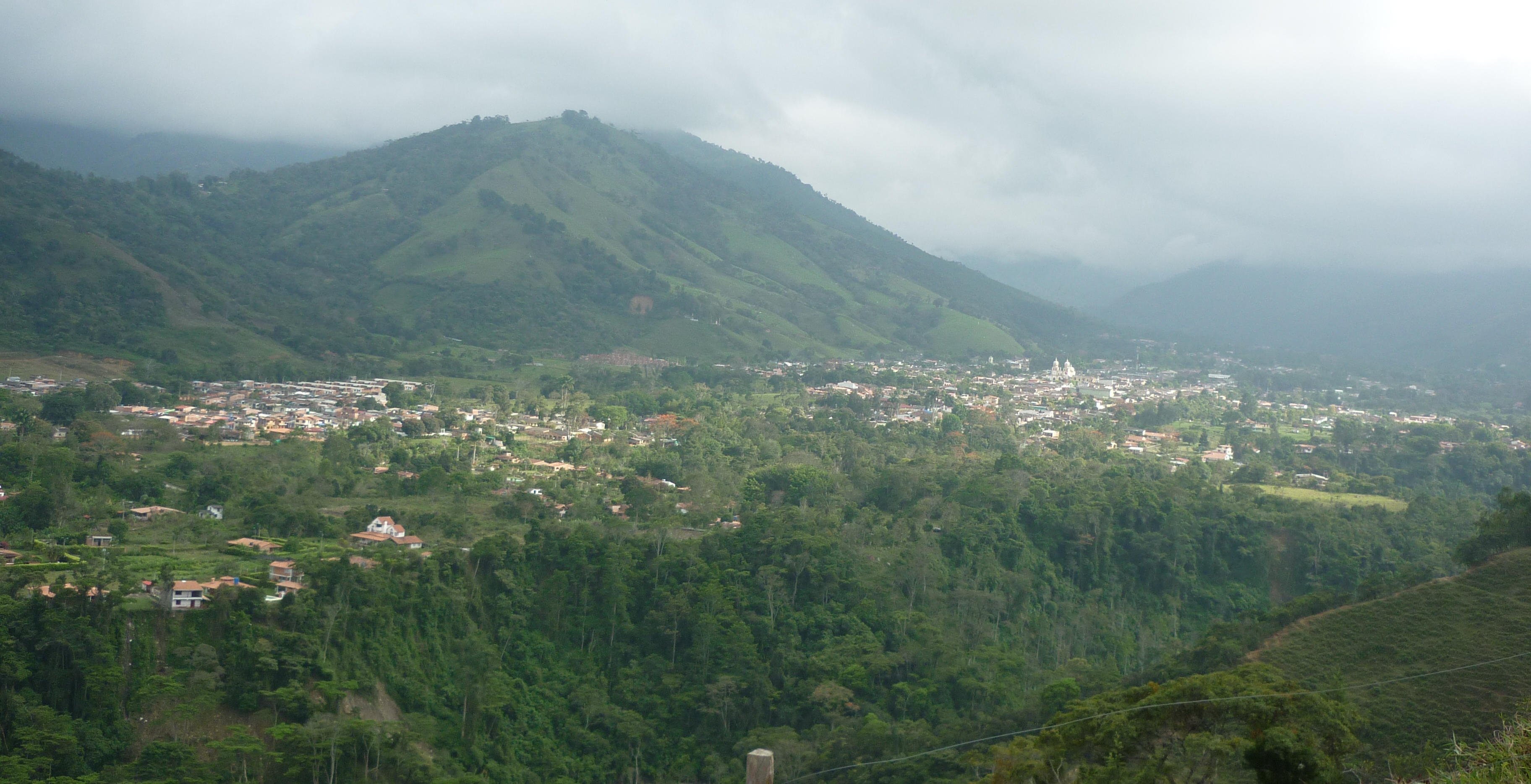
Vista panorámica de Chinácota.

El 30% de las veredas destinan una parte de sus suelos al cultivo del café, el cual ocupa el segundo renglón en la actividad agrícola, con el 26,63% de área cultivada. El primer lugar del uso del suelo es para la siembra de pastos con destino al sector pecuario.
El plátano tiene el 8,47%, la caña el 5,38%, las hortalizas el 50,08%, el maíz el 0,49%, el tomate el 0,78%, la zanahoria el 0,18%, la cebolla el 0,20%; otros cultivos, como la yuca y los frutales ocupan el 3,95% del área agrícola.
La actividad pecuaria está representada por la cría de bovinos para engorde y producción de leche, con el 96% de las veredas dedicadas a esta actividad; la cría de equinos para la carga; el levante de porcinos para cría y producción de carne; los caprinos para la producción de leche y carne; la piscicultura, con cría de trucha, mojarra y carpa roja para producción de carne y la apicultura para la producción de miel.

### Sector minero
El sector minero del Municipio está representado por la explotación del carbón a escala de mediana minería en el sector de la veredas de La Donjuana y Orozco, donde se localizan los mantos de carbón de la formación de Los Cuervos, con cuatro mantos de carbón identificados de base a lecho, como M10, M20 (la pequeña), M30 (la grande) y M40 (Veta 4) y la formación carbonera, con dos mantos conocidos como M110 y M120.
De las 65.796.000 toneladas de reservas básicas, el 60,84% (40.027.000 ton.) corresponden a volúmenes calculados con mayor grado de certeza geológica (medidas más indicadas), mientras que el 39,16% (25.769.000 ton.) corresponden a volúmenes calculados con menor grado de certeza geológica (inferidos). El total de las reservas básicas son aptas para uso térmico según los resultados de los análisis físico-químicos. El sector se subdivide en tres bloques carboníferos: Maturín, Maturín Sur y Buenos Aires.

### Sector comercio, transporte y otros
La actividad empresarial del municipio, con base en los listados de Registro de Industria y Comercio de la Secretaría de Hacienda municipal, se desarrolla en 454 establecimientos. En el sector primario se ubican actividades tales como agricultura, pecuaria, silvicultura, pesca y minería, de las cuales no se tiene referencia en el registro de industria y comercio. El sector secundario se ubica en el sector de la industria manufacturera, los servicios de agua, electrificación y la actividad de la construcción.
En el sector terciario se reporta el comercio, restaurantes, hoteles, transporte, almacenamiento, comunicaciones, intermediarios financieros, servicios comunales, sociales y personales. Como se puede analizar, el sector terciario representa el 96,48% de la actividad económica del Municipio, y dentro de la actividad comercial la de mayor incidencia es la venta de víveres y cárnicos, que representa el 56%.

## Lugares de interés

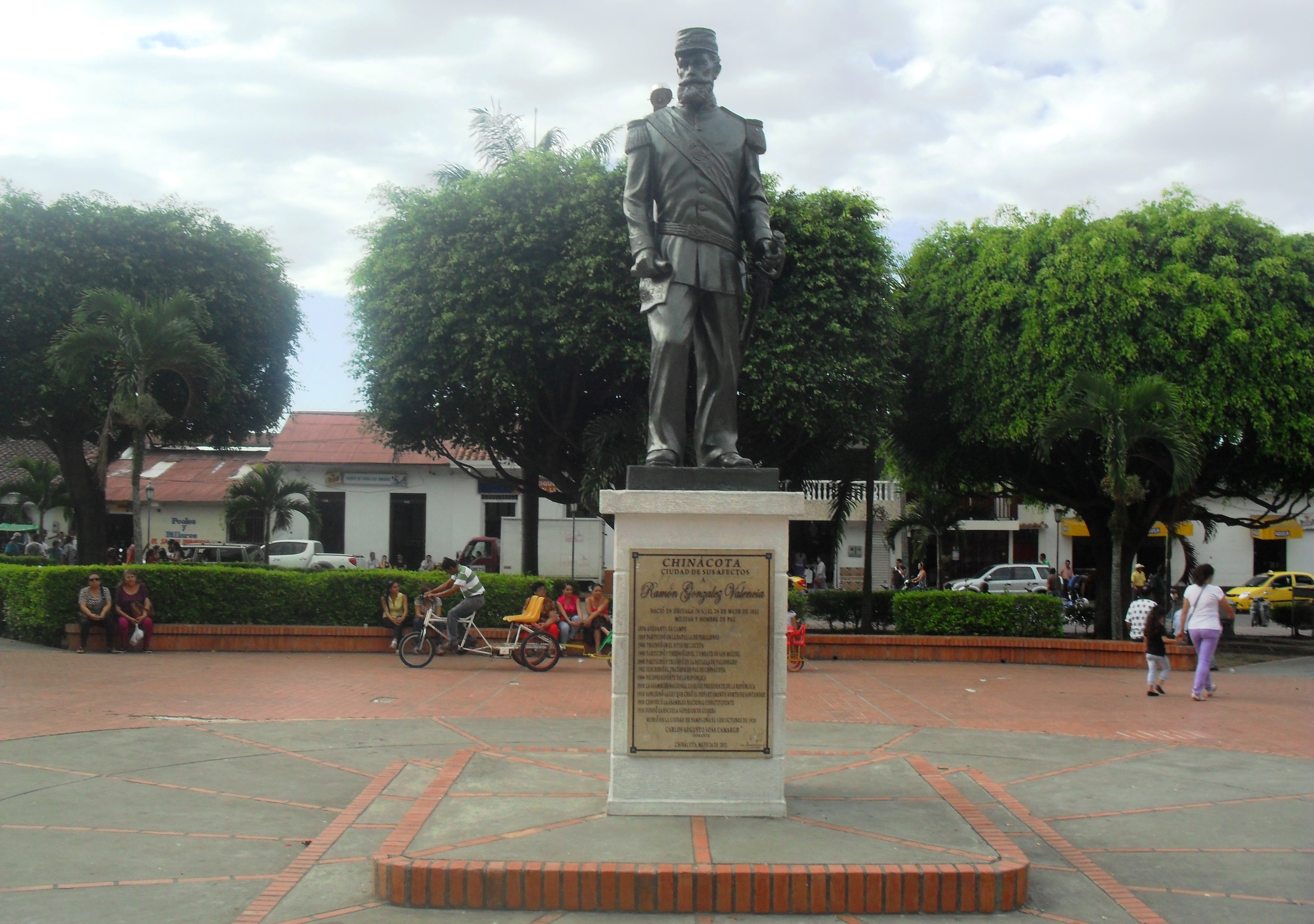
Monumento a Ramón González Valencia.

- Cerro de las Cruces: Ubicado en la vereda Pantanos, lugar en el que se realizan caminatas ecológicas.
- Mirador de la Virgen de la Paz - Vía Ragonvalia.
- Hacienda Iscala que fuera propiedad del General Ramón González Valencia
- Casa de la Cultura "Manuel Briceño Jáuregui"
- La Esquina Redonda Actualmente Alcaldía Municipal
- Laguna Caña Fistolo: Es una laguna artificial ubicada en la vereda El Caney.
- Parque Ramón González Valencia e Iglesia de San Juan Bautista: El parque fundacional fue nombrado en honor al presidente Ramón González Valencia. La iglesia parroquial fue fundada en 1729 y reconstruida hacia 1775 después de un terremoto.[7]

## Himno
| Coro Chitareros por Dios la Patria de la gloria marchemos en pos. Con amor, libertad y justicia forjaremos un mundo mejor. |  | I Somos pueblo valiente y honesto, luchadores de fe y corazón siempre en busca de honor y progreso, sin engaños, temor ni traición. II Los cultivos matizan los campos tierra buena, fecunda y feraz; en los montes florecen cafetos en las almas florece la paz. |  | III Tradiciones, leyendas y mitos son destellos del alma ancestral; por el cerro La Vieja cabalga mientras ruge feroz tempestad. |  |  |